# كأس ويلز 1882–83
كأس ويلز 1882–83 (بالإنجليزية: 1882–83 Welsh Cup)‏ هو موسم من كأس ويلز. كان عدد الأندية المشاركة فيه 22، وفاز فيه نادي ريكسهام.